# Linnaemya thoracica
Linnaemya thoracica là một loài ruồi trong họ Tachinidae.